# Kazimierz Barański
Kazimierz Barański, ros. Казимир Станиславович Баранский; ps. Kazimierz Kobecki, ros. Казимир Кобецкий (ur. 11 sierpnia 1894 w Łęcznie, zm. 14 sierpnia 1937 w Moskwie) – radziecki funkcjonariusz służb specjalnych, zaangażowany w organizację Zamachu w Cytadeli Warszawskiej, rezydent wywiadu radzieckiego w Polsce.

## Życiorys
Urodził się w rodzinie chłopskiej. Posiadał wykształcenie średnie, ukończył 7 klas szkoły handlowej w Piotrkowie Trybunalskim. Przeniósł się do Rosji, gdzie w 1918 roku podjął pracę w jednym z banków w Moskwie. W sierpniu 1918 roku zmobilizowano go do Armii Czerwonej. Ukończył wydział artyleryjski 1 Moskiewskich Kursów Dowódczych. W grudniu 1918 roku wstąpił do Rosyjskiej Partii Komunistycznej (bolszewików). Od lutego 1919 roku służył jako komisarz polityczny w dywizjonie artylerii lekkiej. Następnie przeniesiono go do oddziału rejestracyjnego (wywiad wojskowy) sztabu Frontu Zachodniego, gdzie w czasie walk na froncie został ranny. Po wyleczeniu kontynuował służbę wojskową w Armii Czerwonej.
W marcu 1921 roku przeszedł do Oddziału Zagranicznego (INO) CzeKa. Objął funkcję zastępcy rezydenta CzeKa w Warszawie. Jednocześnie był funkcjonariuszem Wydziału Wywiadowczego Sztabu Generalnego Armii Czerwonej. Od 1923 roku pełnił funkcję rezydenta INO OGPU w Warszawie pod dyplomatyczną przykrywką drugiego sekretarza poselstwa politycznego ZSRR w Polsce. Występował pod nazwiskiem Kazimierz Kobecki. Do jego zadań należał werbunek agentów wśród Polaków. Był zaangażowany w organizację Zamachu w Cytadeli Warszawskiej.
Polskie władze podejrzewały go o współudział w wysadzeniu Cytadeli, lecz z braku dowodów nie aresztowały go. Objęto go jednak dozorem policyjnym. W jego otoczenie wprowadzono polskiego agenta, który dostarczał radzieckiej ambasadzie spreparowane dokumenty. Latem 1924 roku podczas tajnego spotkania z agentem, został aresztowany i pobity przez Policję Państwową. Po tym incydencie uznany w Polsce za persona non grata i odwołany do Moskwy, gdzie pełnił służbę w centrali OGPU. 24 kwietnia 1925 roku odznaczony Orderem Czerwonego Sztandaru.
W latach 1930–1933 naczelnik 6 Oddziału INO OGPU (Daleki Wschód). W 1933 roku naczelnik 4 Oddziału INO OGPU/GUGB NKWD.
11 grudnia 1935 roku awansowany na stopień majora bezpieczeństwa państwowego. Do 23 lipca 1936 roku Urzędnik do zadań specjalnych GUGB INO NKWD, tego samego dnia stanął na czele 6 Oddziału Wydziału Transportowego Głównego Zarządu Bezpieczeństwa Państwowego.
11 maja 1937 roku został aresztowany w czasie wielkiej czystki pod zarzutem szpiegostwa i przynależności do "polskiej organizacji wojskowej". W procesie skazano go na karę śmierci i rozstrzelano 14 sierpnia 1937 roku. Jego ciało zostało skremowane w Krematorium Dońskim w Moskwie. 22 września 1956 zrehabilitowany przez Kolegium Wojskowe Sądu Najwyższego ZSRR jako ofiara represji stalinowskich.